# Choi Kyu-hah
Choi Kyu-hah (en hangul, 최규하; en hanja, 崔圭夏; romanización revisada, Choe Gyuha) (Wonju, 16 de julio de 1919-Seúl, 22 de octubre de 2006) fue un político y diplomático surcoreano que ejerció como presidente de Corea del Sur desde 1979 hasta 1980.

## Biografía
Kyu-hah nació en Wonju, provincia de Gangwon, durante la ocupación japonesa de Corea. Cursó sus estudios en Seúl y después se marchó a Japón para ingresar en la Universidad de Tsukuba. Al regresar a Corea encontró empleo como profesor en la Universidad de Seúl, pero en 1946 pasó a trabajar para la administración de Corea del Sur.
Durante el gobierno el Syngman Rhee desempeñó labores diplomáticas del nuevo estado. Tras el ascenso al poder de Park Chung-hee, fue ascendido en sus responsabilidades: ejerció como Ministro de Asuntos Exteriores entre 1967 y 1971, y después asumió el cargo de primer ministro desde 1975 hasta 1979. 
El 26 de octubre de 1979, el presidente Park Chung-hee fue asesinado en un atentado y Choi, al ser entonces primer ministro, tuvo que asumir el cargo de presidente en funciones. Su mandato presidencial quedó ratificado con unas elecciones en diciembre en las que fue único candidato. En respuesta a las movilizaciones sociales contra Chung-hee, el nuevo presidente decretó el final de la ley marcial, promulgó una amnistía para presos políticos y prometió reformas democráticas.
Sin embargo, el poder de Kyu-hah estaba muy limitado por la influencia del Ejército de la República de Corea, cuyas facciones competían entre sí. Seis días después de asumir el cargo se produjo el golpe de Estado del 12 de diciembre dentro del alto mando militar, que resultó en el ascenso de facto del general Chun Doo-hwan. En abril de 1980, los militares exigieron al presidente que designara a Doo-hwan director de la Agencia Central de Inteligencia Coreana (KCIA).
La creciente presión militar sobre el gobierno y las manifestaciones estudiantiles terminaron provocando la caída del presidente. En mayo de 1980 se produjo el levantamiento de Gwangju, al que Chun respondió con la ley marcial en todo el país y la consiguiente represión de los manifestantes, con al menos 450 muertos. Choi fue obligado a dimitir el 15 de agosto de ese mismo año y se convocaron elecciones presidenciales en las que Chun Doo-hwan fue el único candidato, iniciando así su periodo de ocho años al frente de Corea del Sur.
Kyu-hah se apartó de la vida pública después de su renuncia. Falleció el 22 de octubre de 2006, a los 87 años, víctima de una enfermedad coronaria, y fue enterrado en el Cementerio Nacional de Daejeon.